# うるま (たばこ)

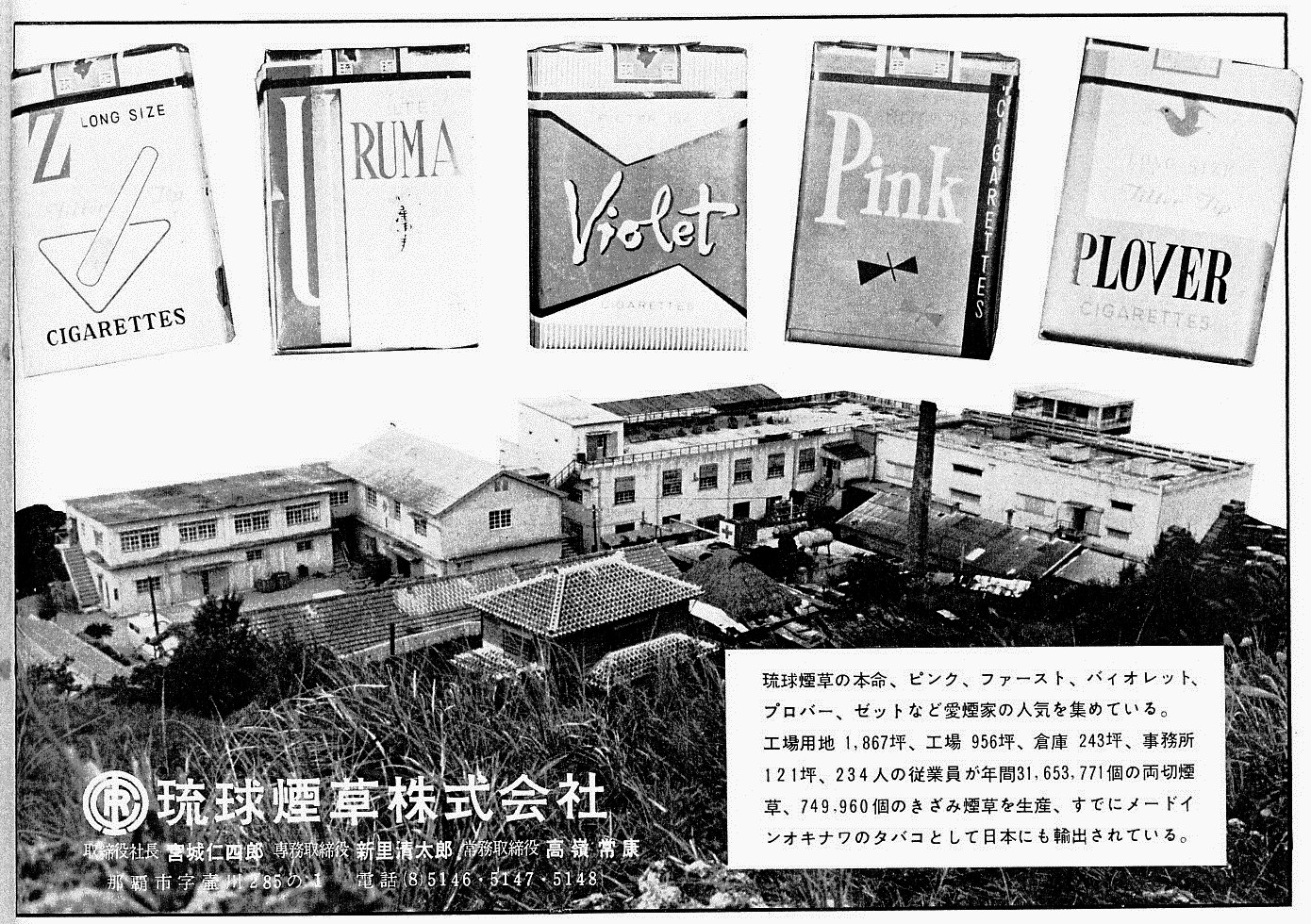
琉球煙草の広告（『オキナワグラフ』1961年2月号掲載）。左から「ゼット」「うるま」「バイオレット」「ピンク」「プロバー」。広告右下の説明文には、工場規模とたばこ生産量、日本本土へのたばこ輸出実績が紹介されている

うるま（URUMA、登記上の銘柄は片仮名表記のウルマ）は、日本たばこ産業(JT)が沖縄県向けに製造・販売する紙巻きたばこの銘柄の一つである。フィルター付き。ソフトパック。
「ウルマ」は方言で「ウル」（砂）「マ」（島）となり、砂礫島の意。たばこ税の分類上は旧3級品にあたる。癖の強いたばこではあるが、沖縄県内では中高年層を中心に根強い支持を受けている。

## 概要
太平洋戦争後、アメリカ軍占領下にあった沖縄では、煙草の製造・販売が民営化されており、のべ4社の煙草メーカーが存在した。その1つで最先発・最大手の琉球煙草（1951年設立）は、1956年に両切紙巻き「ピンク」、1958年に初のフィルター付き紙巻き「コロナ」を発売して沖縄市場での地歩を築いていた。「うるま」は、同社から1960年に発売された廉価版のフィルター付き紙巻き銘柄の1つである。発売された年には早くも日本本土向けに輸出され、これは沖縄産たばことして初の日本向け輸出となった。
1972年には沖縄県の日本復帰に際して本土同様に日本専売公社によるたばこ専売制を敷くことになり、当時存在していた3社の煙草メーカーは日本専売公社沖縄事業局に吸収された（この際、那覇市に存在していた琉球煙草の工場が日本専売公社那覇工場となっている）。しかし、従来から馴染まれてきたローカルのたばこ銘柄を急に廃止するのは問題があることから、専売公社は人気銘柄であった「うるま」「バイオレット」（琉球煙草製）や「ハイトーン」（オリエンタル煙草製）などを、引き続き沖縄県内専用銘柄として継続生産・販売することになった。
専売公社が民営化によりJTとなった後も、沖縄県内限定で販売が続いている。また、沖縄県外においても、全国たばこショップリーダースクラブに加盟するたばこ販売店にて入手できる場合がある。
2004年にJT那覇工場が閉鎖されたため、それ以降の生産については沖縄県外で行われている。「旧3級品」に設けられているたばこ税の軽減措置が2016年4月以降、段階的に縮小・廃止されるために値上げされ、2018年4月1日より一箱360円となる。
JTは2019年7月、「旧3級品」該当で全国販売されてきた「ゴールデンバット」「わかば」「エコー」につき、同年10月以降在庫限りでの販売終了を発表したが（「わかば」「エコー」はリトルシガーに移行して存続、後の2024年8月にこれら2銘柄はロングサイズからキングサイズに移行して一般的な紙巻に復帰）、同時に、「うるま」については沖縄県における人気の根強さから、たばこ税軽減を外れたあとも引き続き紙巻きたばことして販売を継続することを表明した。

## デザイン
エンブレム風な金色のタツノオトシゴと「URUMA」という縦長のロゴとをあしらった古風なデザインのパッケージを、発売以来長年にわたって続けてきたが、2005年に警告文の表記に対応するため、手書き風の「うるま」、「Uruma」というロゴにイラスト調の赤いタツノオトシゴという新パッケージになった。この新デザインには批判も多く、特に沖縄県内で物議を醸した。
また、2019年に焼失した首里城復興への取り組みとして、2022年に首里城正殿をモチーフにしたデザインと「首里城復興」の文字が描かれた数量限定パッケージが発売された。販売金額の一部が首里城復興関連に寄付される。

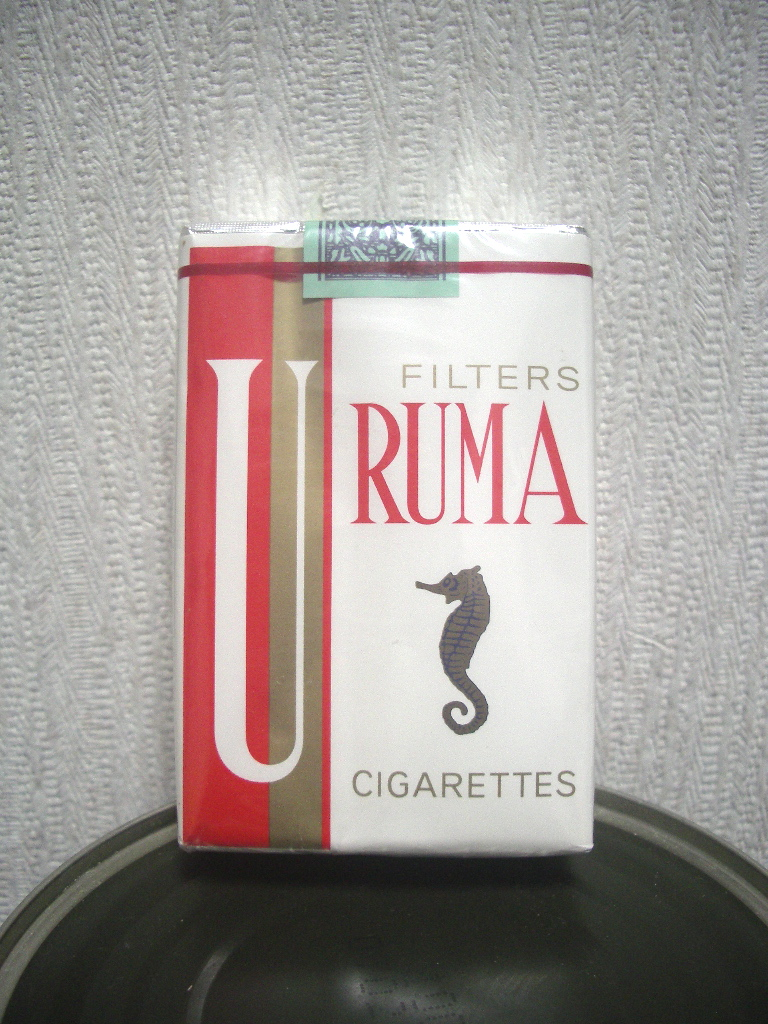
旧デザインのうるま
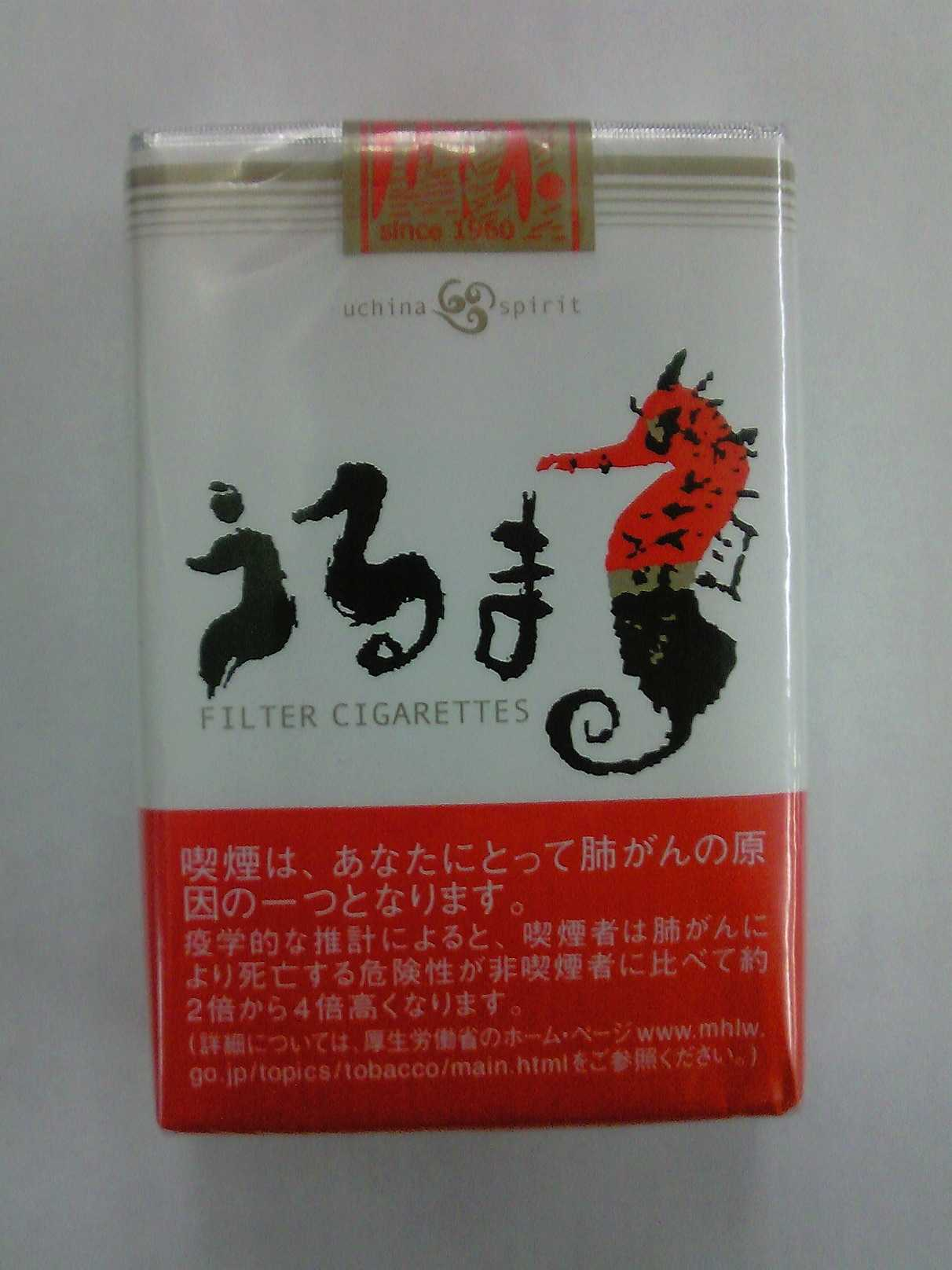
「うるま」の製品パッケージ：日本語表記面
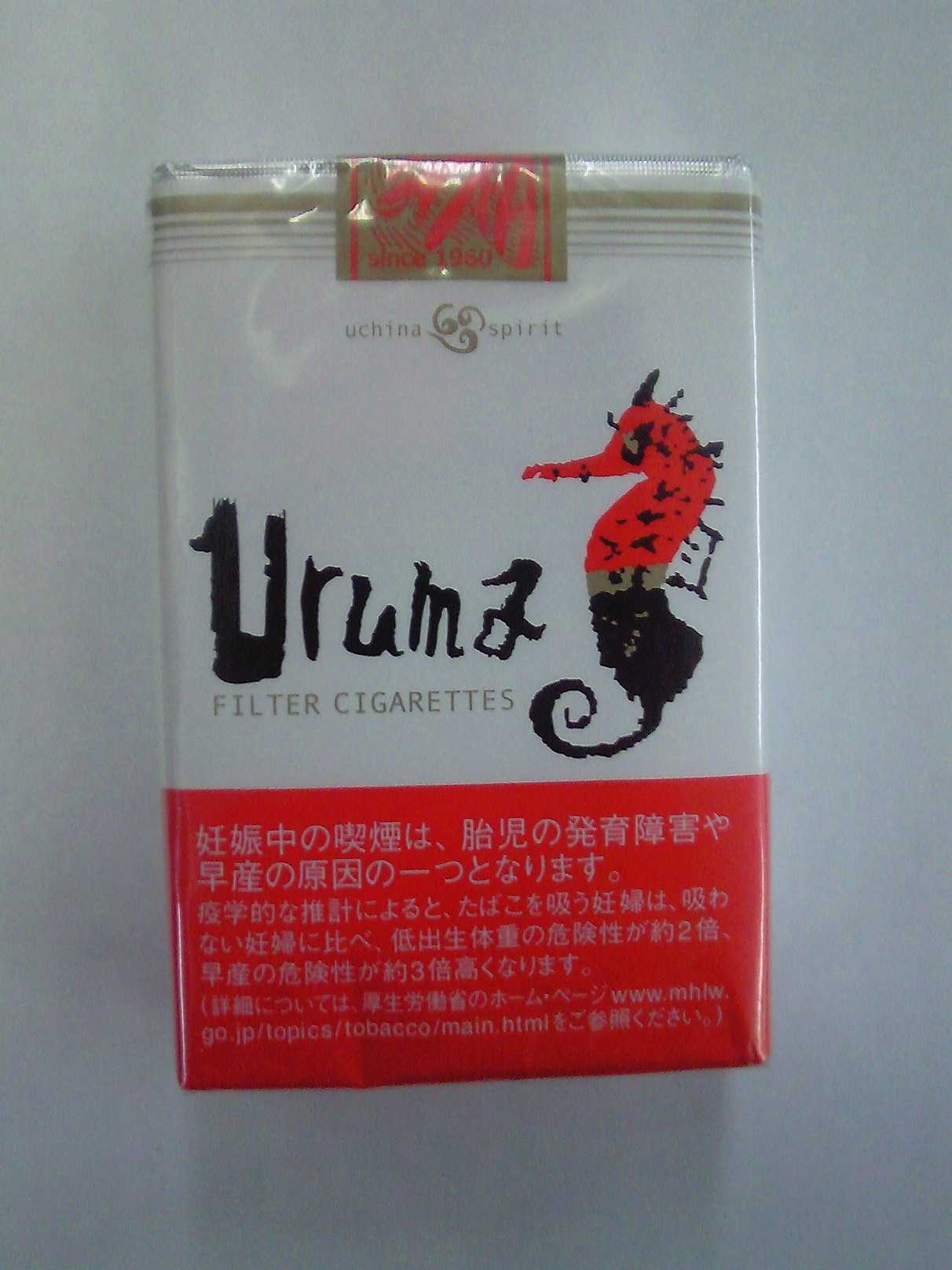
「うるま」の製品パッケージ：英語表記面

## 製品一覧

### 現行販売製品
※発売年月日は旧専売公社としての発売日

### 販売終了製品
なし